# Saborizante

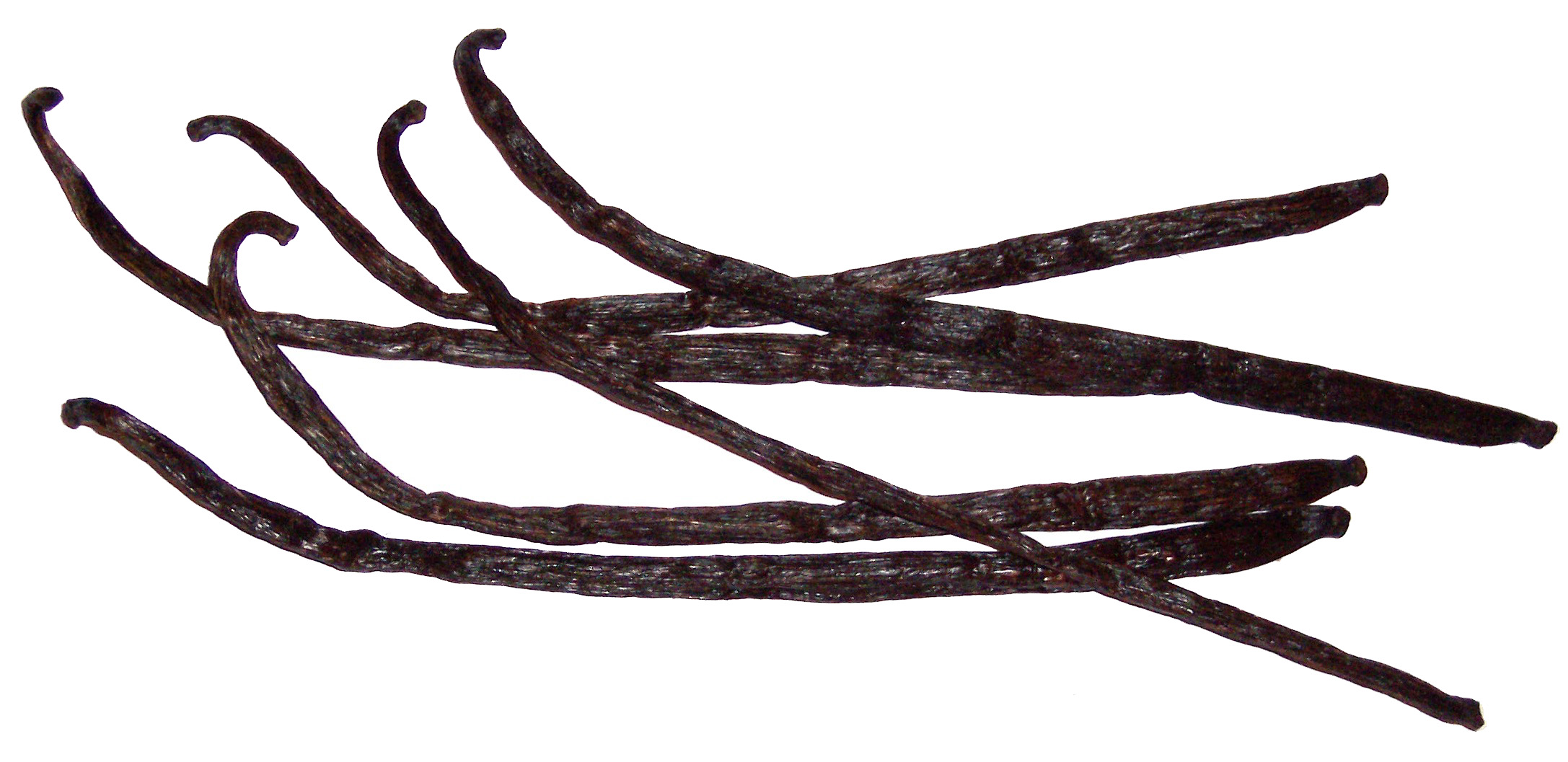
Vainas de vainilla, la vainilla es uno de los saborizantes más conocidos y utilizados en el mundo y se puede fabricar de manera natural y artificial.

Los saborizantes son preparados de sustancias que contienen los principios sápido-aromáticos, extraídos de la naturaleza (vegetal) o sustancias artificiales, de uso permitido en términos legales, capaces de actuar sobre los sentidos del gusto y del olfato, pero no exclusivamente, ya sea para reforzar el propio (inherente del alimento) o transmitiéndole un sabor y/o aroma determinado, con el fin de hacerlo más apetitoso o agradable.
Suelen ser productos en estado líquido, pasta, que pueden definirse, en otros términos a los ya mencionados, como concentrados de sustancias.
Es de uso habitual la utilización de las palabras sabores, esencias, extractos y oleorresinas como equivalentes a los saborizantes. El sabor refiere a la sensación que un determinado alimento genera en las papilas gustativas. La sensación está en estrecha vinculación con las sensaciones químicas que el sentido del gusto descubra en ese alimento. Los seres humanos le otorgamos una enorme valoración al gusto y al aroma que tengan los alimentos y muchas veces eso determina su predilección y aceptación. Por caso es que cuando algunos alimentos no disponen naturalmente de esa valoración se les aportará a través de saborizantes.
Otro concepto de saborizante es el de considerarlos parte de la familia de los aditivos. Estos aditivos no solo son utilizados para alimentos sino para otros productos que tienen como destino la cavidad bucal del individuo pero no necesariamente su ingesta, por ejemplo la pasta de dientes, la goma de mascar, incluso lápices, lapiceras y juguetes son saborizados.
En 1874, los químicos Ferdinand Tiemann y Wilhelm Haarmann fueron los primeros en sintetizar vainilla y producirla industrialmente.
En realidad los sabores (particularmente los artificiales) se obtienen por medio de ésteres que proporcionan aroma y para lograr el efecto a nivel del gusto se deben combinar con endulzantes (ya sea azúcar o sustitutos) y en algunos casos con acidulantes (ácidos cítrico y/o fumárico).

## Tipos
- Naturales: Son obtenidos de fuentes naturales y por lo general son de uso exclusivamente alimenticio por métodos físicos tales como extracción, destilación y concentración.
- Sintéticos: Elaborados químicamente que reproducen las características de los encontrados en la naturaleza.
- Artificiales: Obtenidos mediante procesos químicos, que aún no se han identificado como productos similares de naturaleza. Suelen ser  clasificados como inocuos para la salud: Los colorantes, saborizantes y azúcares son aditivos químicos que usa la industria alimenticia para que el color, el olor e incluso el sabor de los alimentos sea más rico o intenso de lo que serían naturalmente; se agregan intencionalmente a los alimentos, sin el propósito de nutrir en la mayoría de los casos y con el objetivo de modificar las características organolépticas durante el proceso de manufactura.
- Saborizantes
- idénticos al natural: Son las sustancias químicamente definidas obtenidas por síntesis y aquellas aisladas por procesos químicos a partir de materias primas de origen animal, vegetal o microbiano que presentan una estructura química idéntica a las sustancias presentes en las referidas materias primas naturales (procesadas o no).
- Mezclas de saborizantes: Los saborizantes se pueden presentar mezclados entre sí, sea cual fuere el número de componentes y tipo de saborizantes.   El saborizante resultante será considerado
  - Natural, cuando deriva de una mezcla de saborizantes naturales.
  - Idéntico al natural, cuando deriva de una mezcla de saborizantes idénticos a los naturales con o sin la adición de aromatizantes/saborizantes naturales.
  - Artificial, cuando deriva de una mezcla donde por lo menos uno de ellos es un aromatizante/saborizante artificial.
- Saborizantes de reacción/transformación: Son los productos obtenidos por calentamiento comparable con la cocción de alimentos, a partir de materias primas que son alimentos o ingredientes alimentarios o mezcla de ingredientes que pueden tener o no propiedades saborizante por sí mismos, debiendo al menos uno contener nitrógeno amínico y el otro ser un azúcar reductor.
- Saborizantes de humo: Son preparaciones concentradas, utilizadas para conferir aroma de humo a los alimentos.   Los saborizantes se pueden presentar en las siguientes formas:
  - Sólida (polvos, granulados, tabletas).
  - Líquida (soluciones, emulsiones).
  - En pasta.[1]